# Гертруда Бабенберзька (1226—1288)
Гертру́да (нім. Gertrud; 1226/1228 — 24 квітня 1288) — герцогиня Австрійська, Штирійська (1246—1254) і Медлінська (1228—1254), княгиня Моравська (1246—1247), маркграфиня Баденська (1248—1250). Остання представниця Бабенберзького дому. Донька австрійського принца Генріха. Онука австрійського герцога Леопольда VI. Племінниця австрійського герцога Фрідріха II, останнього представника дому по чоловічій лінії. Одна із трагічних героїнь Війни за австрійську спадщину (1246—1278).
Після загибелі дядька за підтримки богемського короля Вацлава I зайняла австрійський престол (1246). Стала дружиною його сина Володислава, який передчасно помер (1247). Внаслідок ворожих дій імператора Фрідріха ІІ, який захопив Австрію, втекла під захист угорського короля Бели IV. За посередництва папи Іннокентія IV відновлена у правах й видана за баденського маркграфа Германа VI (1248). По смерті чоловіка і захоплення Австрії богемським королевичем Оттокаром II (1251), який одружився з її тіткою Маргаритою, намагалася повернути собі австрійський престол за допомоги Бели IV і руського князя Данила Романовича. Стала дружиною Данилового сина, князя Романа (1252), який після поразки кинув її (1253).
Деякий час мешкала в Штирії (1253—1267) і Каринтії (1267—1269), звідки була вигнана Отакаром ІІ. Коли Австрію захопив імператор Рудольф I з Габсбурзького дому (1278—1279), втратила на надії на повернення спадщини. Прийняла чернечий постриг у монастирі кларисок в Майсені, де стала абатисою. Померла у цьому монастирі.

## Імена
- Гертруда Австрійська (нім. Gertrud von Österreich) — за назвою герцогства[2].
- Гертруда Бабенберзька (нім. Gertrud von Babenberg) — за назвою роду[2].
- Гертруда Баденська (нім. Gertrud von Baden) — за назвою маркграфства 2-го чоловіка Германа[2].
- Гертруда Богемська (нім. Gertrud von Böhmen) — за назвою королівства 1-го чоловіка Володислава[2].
- Гертруда Медлінська (нім. Gertrud von Mödling) — за назвою батьківського герцогства[2].
- Гертруда Руська (нім. Gertrud von Reussen) — за назвою королівства 3-го чоловіка Романа[2].
- Гертруда Штирійська (нім. Gertrud von Steiermark) — за назвою герцогства[2].

## Біографія

### Спадкоємниця Австрійська
Гертруда народилася між 1226 і 1228 роками. Вона була єдиною донькою австрійського принца Генріха від тюрингської принцеси Агнеси; онукою австрійського герцога Леопольда VI. Батько Гертруди помер за два роки до смерті діда, тому 1230 року австрійський спадок Леопольда перейшов до його молодшого сина Фрідріха II, дядька Гертруди.
Оточення Гертруди намагалося забрати австрійський престол у Фрідріха, посилаючись на патент герцоства і Бабенберзького дому «Privilegium Minus»: корона і землі герцогства слід було передавати по жіночій лінії головної гілки дому, якщо спадкоємців чоловічої статі не було. Проте Фрідріх II не визнав цих законних претензій: він став опікуном племінниці й підтвердив її права лише на Медлінзьку отчину.
Фрідріх II одружувався двічі, але не мав дітей. Через це Гертруда залишалася спадкоємницею Австрії і політичним знаряддям у руках дядька. На початку 1240-х років він уклав союз із богемським королем Вацлавом I проти імператора Священної Римської імперії Фрідріха. Австрійський герцог пообіцяв видати свою небогу Гертруду за королевича Володислава, і дати придане у вигляді австрійських земель на північ від Дунаю. Проте імператор перекупив герцога — він запропонував зробити Австрію королівством і долучити до неї Крайну. Внаслідок цього Фрідріх ІІ виступив проти богемсько-угорської коаліції, й 1245 року дав обіцянку 50-річному імператорові видати молоду племінницю за нього.
У відповідь Вацлав І напав на Австрію, вимагаючи від герцога дотримуватися умов попереднього союзу. Фрідріх ІІ відмовився, 15 червня 1246 року розбив інтервентів на річці Лейта, але сам загинув у бою. З його смертю перервалася династія Бабенберзького дому, що правила австійськими землями з 976 року. Залишилося лише дві представниці цього роду, що претендували на австрійську спадщину — Гертруда та її тітка Маргарита, вдова німецького короля Генріха VII, старшого сина імператора Фрідріха.

### Герцогиня Австрійська

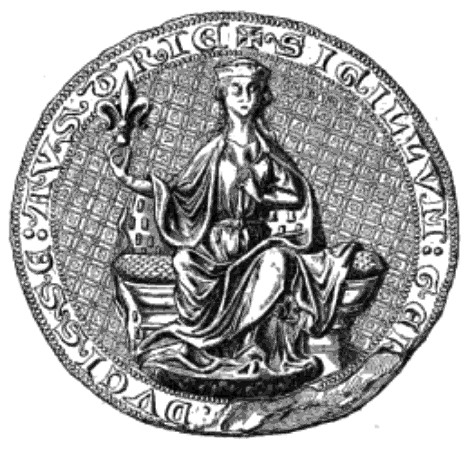
Печатка Гертруди.

#### Дружина Володислава і Германа
1246 року богемський король Вацлав І поспіхом одружив Гертруду зі своїм сином Володиславом, проголосивши їх австрійським герцогом і герцогинею. Проте Володислав захворів і 3 січня 1247 року нагло помер, залишивши молоду герцогиню вдовою.
Скориставшись цим, імператор Фрідріх заявив, що богемці порушили «Privilegium Minus», і оголосив Австрію вигаслим леном. Він вислав війська до австрійських земель і зайняв Відень.
Гертруда втекла зі своїми прибічниками до Угорщини і звернулася до папи Іннокентія IV про захист. Угорський король Бела IV так само попрохав папу підтримати угорське вторгнення до Австрії. Іннокентія IV дав згоду, за умови, що Гертруда стане дружиною баденського маркграфа Германа VI. Шлюб відбувся 14 вересня 1248 року, після чого папа визнав Германа герцогом австрійським і штирійським. Гертруда народила йому сина Фрідріха, майбутнього маркграфа баденського, і доньку Агнесу.
Урядування Германа VI в Австрії викликало опір місцевої шляхти та міщанства. Зрештою, він був змушений шукати притулку в баварського герцога Отто II. Стосунки між Германом і Гертрудою були настільки поганими, що коли 25-річний герцог помер в 1250 році, її підозрювали в його отруєнні.
Після смерті чоловіка Гертруда знову звернулася до папи Іннокентія IV по допомогу. Той обіцяв підтримати її, якщо вона стане дружиною його протеже — Флоріса Воогдського. Герцогиня відмовилася, внаслідок чого втратила прихильність понтифіка.
Тим часом після смерті герцога Германа VI на Австрію напав богемський король Пржемисл Отакар II, брат королевича Володислава, першого чоловіка Гертруди. Претендуючи на герцогський престол, він захопив австрійські землі і змусив місцеву шляхту визнати себе австрійським герцогом у 1251 році. Австрійці поставили перед королем умову — одружитися із однією з двох представниць Бабенберзького дому. Отакар ІІ обрав Маргариту, тітку Гертруди, що була старша за нього на 30 років, й взяв із нею шлюб 11 лютого 1252 року.

#### Дружина Романа
За таких обставин Гертруда попрохала угорського короля Белу IV допомогти повернути австрійський престол. Той звернувся до свого союзника, галицько-волинського князя Данила Романовича, який пообіцяв поміч.
Навесні 1252 року, згідно з угорсько-руськими угодами, князь Роман, син Данила, виїхав до Австрії й одружився із Гертрудою в Гімбергу, заявивши свої права на Австрійське герцогство. Наступного 1253 року Бела IV з союзниками розпочали війну проти Отакара ІІ: угорці і половці напали на Моравію, русини Данила в союзі з поляками — на Сілезію, баварський герцог — на австрійські землі, лояльні богемську королю. Кампанія скінчилася спустошенням Моравії та Сілезії, де угорсько-руські війська здобули Опаву, але в самій Австрії перемог не було здобуто.
Між тим, проти Романа і Гертруди виступив Святий Престол — папа Іннокентій IV визнав легітимність Отакара ІІ на австрійському престолі, оскільки його дружина Маргарита була найбільш близькою родичкою покійного австрійського герцога Фрідріха ІІ. Крім цього, угорці не надали помочі Роману в самій Австрії. Внаслідок цього Гертруда і її чоловік опинилися обложеними в Гімберзькому замку військом Отакара ІІ.
1253 року Роман потайки вислизнув із Австрії й повернувся на Русь. Австрійські хроніки закидають йому, що князь кинув свою жінку напризволяще, але в руському літописі стверджується, що він виїхав за порадою самої Гертруди.

### Титулярна герцогиня
Після поразки Романа, угорський король Бела IV сам став претендувати на австрійські землі, які залишалися під владою Гертруди. 1254 року новий богемський король Пжемисл уклав із ним мирний договір, за яким Отакар ІІ визнавався герцогом австрійським, а Штирія і Вінер-Нойштадт ставали частиною Угорщини. Гертруда отримала лише частину Штирії та щорічне утримання на 400 марок срібла. За нею лишилися міста Фойтсбер і Юденбург, що були її резиденціями.
1260 року штирійці повстали проти Бели IV, чим скористався Отакар ІІ. Порушивши мирний договір, він вдерся до Штирії, вигнав угорські війська і приєднав місцеві землі до своїх володінь. Згодом, 1261 року, австрійський герцог розлучився із Маргаритою, яка померла 1266 року. Внаслідок цього Гертруда опинилася єдиною спадкоємницею Бабенберзького дому. Отакар дозволив їй мешкати у Штирії, сподіваючись таким чином налагодити відносини з угорцями. Проте Гертруда та її син Фрідріх від другого шлюбу не відмовилися від претензій на Австрію, через що 1267 року Отакар ІІ вигнав їх за межі герцогства.

### Останні роки
Після вигнання Гертруда з родиною мешкала при дворі каринтійського герцога Ульріха III, що був чоловіком її доньки Агнеси. Її син, баденський маркграф Фрідріх взяв участь у поході Конрадіна до Сицилії, але зазнав поразки, потрапив у полон і був страчений в Неаполі 1268 року.
1269 року помер Ульріх ІІІ, який заповідав Каринтію своєму небожу — Отакару ІІ. Той знову вигнав Гертруду до міста Віндіш-Фейстріц, звідки вона згодом втекла до Майсена.
1278 року імператор Рудольф I з Габсбурзького дому розбив війська Отакара ІІ у битві на Моравському полі, в якій той загинув, і відібрав Австрійське герцогство. Наступного 1279 року Агнеса, донька Гертруди, відмовилася від своїх прав на Баден, Австрію і Штирію. Після цього Рудольф передав австрійські землі своїм нащадкам, а Гертруда остаточно позбавилася мрії повернути свої володіння. Вона прийняла чернецтво у Зюбліцькому монастирі святої Афри біля Майсена, де згодом стала абатисою.
Гертруда померла 24 квітня 1288 року (за іншими даними — 1299 року) у монастирі кларисок.

## Родина
1 Чоловік (1246—1247) — Володислав, князь Моравський, син Вацлава I
Діти: не було
2 Чоловік (1248—1250) — Герман VI, маркграф Баденський
- Фрідріх (1249—1268) — маркграф Баденський, страчений в Неаполі разом з Конрадіном
- Агнеса (1250—1295)

Третій чоловік (1252—1254) — Роман (бл. 1230—бл. 1261), князь новогрудський (1251—1256), холмський (?—1261), герцог австрійський (1252—1254)
Діти:
- Марія (1253/1254—?) ∞ Стефан IV, загребський бан

### Монографії
- Schirrmacher, F. W. Gertrud [Архівовано 25 червня 2012 у Wayback Machine.] [Архівовано 6 жовтня 2015 у Wayback Machine.] // Allgemeine Deutsche Biographie. Leipzig: Duncker & Humblot, 1879, B. 9, S. S. 70–71.
- Войтович Л. 3.15. Волинська гілка Мономаховичів. Болохівські князі. Острозькі. Заславські. //  Князівські династії Східної Європи (кінець IX — початок XVI ст.). Львів: Інститут українознавства, 2000.
- Войтович Л. Княжа доба: портрети еліти . — Біла Церква, 2006.
- Грушевський, М. Історія України-Руси. Київ, 1993, Т. 3.
- Котляр, Н. В. Дипломатия Галицко-Волынской Руси в XIII в. // Восточная Европа в исторической ретроспективе: К 80-летию В. Т. Пашуто. Москва: Языки русской культуры, 1999. C. 121—129.